# Echinops exaltatus
Il cardo-pallottola semplice (nome scientifico Echinops exaltatus Schrad., 1811) è una pianta angiosperma dicotiledone perenne, erbacea, dalle grandi infiorescenza sferiche, appartenente alla famiglia delle Asteraceae.

## Etimologia
Il nome del genere (Echinops) deriva dall'accostamento di due parole greche: ”echinos” = riccio e ”ops” = occhio, visione; questo vuol dire che la pianta a vederla sembra un riccio. L'epiteto specifico (“exaltatus”) significa “molto alto” e si riferisce al portamento delle piante della specie.

Il binomio scientifico attualmente accettato (Echinops exaltatus) è stato proposto dal botanico e micologo tedesco Heinrich Adolf Schrader (1767-1836) nella pubblicazione ”Hortus Gottingensis” nel 1811.

## Descrizione
È una pianta piuttosto alta: raggiunge l'altezza di 1 metro e mezzo (minimo 50 cm). La forma biologica della specie è emicriptofita scaposa (H scap): ossia è una pianta perennante tramite gemme situate sul terreno e con asse fiorale allungato e con poche foglie. L'indumento di questa specie consiste in peli formanti un feltro di 0,5 -1,5 mm di spessore: l'aspetto è quello di una pianta bianco-tomentosa.

### Radici
Le radici sono secondarie.

### Fusto
La parte aerea del fusto è eretta, cilindrica e semplice (non ramosa); non sono presenti peli ghiandolari.

### Foglie
Le foglie sono decidue e lungo il fusto sono disposte in modo alterno; la forma della lamina è da ovata a ellittica o obovata del tipo lobato – pennatifida suddivisa in diversi segmenti lobati percorsi da visibili nervature; il margine è dentato– spinoso e scabro e termina con delle deboli spinule lunghe 1 mm. La pagina superiore è liscia, glabra e di colore verde scuro, quella inferiore è biancastra – tomentosa. La consistenza delle foglie è lievemente coriacea. Dimensione delle foglie: lunghezza 5 – 20 cm; la porzione centrale indivisa della foglia è larga 10 – 30 mm; i segmenti laterali sono larghi fino a 8 mm.

### Infiorescenza
Le infiorescenze di tipo composto sono perlopiù uniche. L'infiorescenza è terminale ed è formata da numerosi capolini riuniti a formare una struttura sferica (o globosa). La dimensione dell'infiorescenza può arrivare a 5 –6 cm di diametro (normalmente 15 – 35 mm). Ogni capolino è unifloro, ossia possiede un solo fiore tubuloso circondato da diverse squame (quelle inferiori sono lunghe 8 – 9 mm) o brattee glabre e cigliate ai bordi; le squame sono libere (non saldate fra di loro) e sono lineari alla base e bruscamente allargate in una punta triangolare. Tale struttura morfologica è propria di questo tipo di fiori e viene chiamata da alcuni botanici florula o sinflorescenza (capolino sarebbe in questo caso una denominazione impropria). Dimensioni dei capolini : 18 – 60 mm.

### Fiore

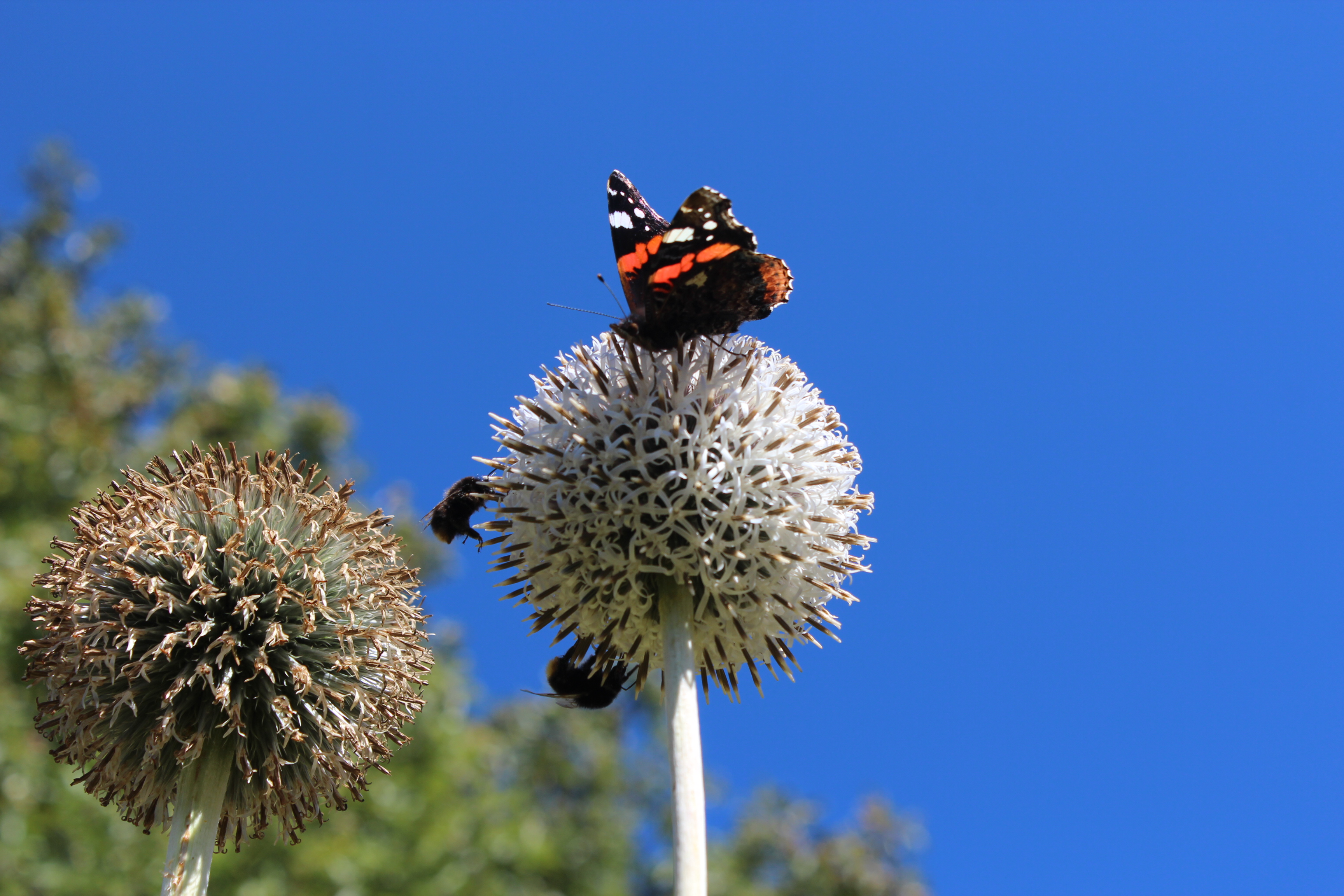
Esemplare di Vanessa atalanta sul fiore

I fiori sono tutti del tipo tubuloso (il tipo ligulato, i fiori del raggio, presente nella maggioranza delle Asteraceae, qui è assente), sono inoltre ermafroditi, tetraciclici (calice – corolla – androceo – gineceo) e pentameri. Inoltre ogni fiore (chiamato in questo caso capolino) dell'infiorescenza ha un suo proprio involucro.
- Formula fiorale:

- /x K {\displaystyle \infty }, [C (5), A (5)], G 2 (infero), achenio

- Calice: i sepali del calice sono ridotti o quasi inesistenti (il calice consiste in una minuta coroncina).
- Corolla: i petali sono saldati a tubo nella parte inferiore, aperti a stella (in 5 lobi a forma di lacinie) nella parte terminale. Nella parte iniziale del tubo il colore è biancastro per poi mutare in sfumature azzurrine nei 5 lobi. Lunghezza delle corolle: 8 – 15 mm (parte tubolare: 2 – 6 mm; parte apicale 5 – 6 mm).
- Androceo: gli stami sono 5 con filamenti liberi e antere salate.
- Gineceo: l'ovario è infero uniloculare formato da 2 carpelli; lo stilo è uno e profondamente bifido; gli stimmi hanno rami abbreviati e comunque sporgono dalla corolla.
- Fioritura: da giugno a agosto.

### Frutti
Il frutto è un achenio con pappo. Il pappo è formato da diverse brevi squamette lineari e membranose; le squamette sono variamente saldate al corpo principale del frutto. Lunghezza del frutto: 7 – 8 mm. Lunghezza del pappo: 1 mm.

## Biologia
- Impollinazione: l'impollinazione avviene tramite insetti (impollinazione entomogama).
- Riproduzione: la fecondazione avviene fondamentalmente tramite l'impollinazione dei fiori (vedi sopra).
- Dispersione: i semi cadendo a terra (dopo essere stati trasportati per alcuni metri dal vento per merito del pappo – disseminazione anemocora) sono successivamente dispersi soprattutto da insetti tipo formiche (disseminazione mirmecoria).

## Distribuzione e habitat

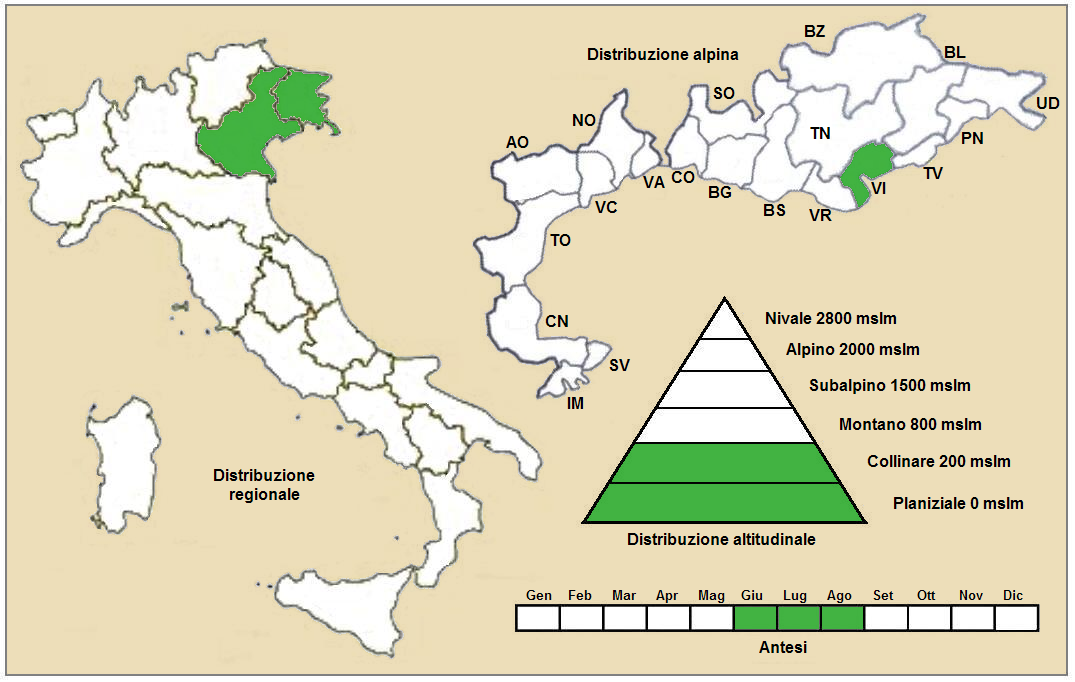
Distribuzione della pianta
(Distribuzione regionale – Distribuzione alpina)

- Geoelemento: il tipo corologico (area di origine) è Sud Est Europeo.
- Distribuzione: in Italia è presente solamente nel Veneto e Friuli-Venezia Giulia. Nelle Alpi oltre confine è presente in Austria (Länder del Tirolo Settentrionale, Carinzia, Stiria e Austria Inferiore). Sugli altri rilievi europei è presente nella Foresta Nera, nei Monti Balcani e Carpazi.[15]
- Habitat: l'habitat tipico per questa specie sono le sponde, i greti dei fiumi, le siepi e i boschi cedui; ma si trova anche nei campi, vigne e oliveti. Il substrato preferito è calcareo ma anche calcareo/siliceo con pH basico, alti valori nutrizionali del terreno che deve essere umido.
- Distribuzione altitudinale: sui rilievi queste piante si possono trovare fino a 800 m s.l.m.; frequentano quindi il seguente piano vegetazionale: collinare (oltre a quello planiziale – a livello del mare).

### Fitosociologia
Dal punto di vista fitosociologico alpino la specie di questa scheda appartiene alla seguente comunità vegetale:
Formazione : delle comunità perenni nitrofile
Classe : Artemisietea vulgaris
Ordine : Onopordetalia acanthii
Alleanza : Arction lappae

## Tassonomia
La famiglia di appartenenza di questa voce (Asteraceae o Compositae, nomen conservandum) probabilmente originaria del Sud America, è la più numerosa del mondo vegetale, comprende oltre 23.000 specie distribuite su 1.535 generi, oppure 22.750 specie e 1.530 generi secondo altre fonti (una delle checklist più aggiornata elenca fino a 1.679 generi). La famiglia attualmente (2021) è divisa in 16 sottofamiglie.
La tribù Cardueae (della sottofamiglia Carduoideae) a sua volta è suddivisa in 12 sottotribù (la sottotribù Echinopsinae è una di queste).
Il genere Echinops L. comprende oltre 213 specie (delle quali mezza dozzina sono presenti spontaneamente sul territorio italiano) originarie soprattutto della fascia che va dall'Asia Minore fino ai monti Altai.

### Filogenesi
Echinops exaltatus appartiene alla sezione Ritro (o Echinops secondo altri autori): le squame involucrali sono tutte libere e non si prolungano in lunghe spine (caratteristica invece dell'altra sezione chiamata Ritrodes).
Il numero cromosomico di Echinops exaltatus è: 2n = 30.

### Ibridi
Con la specie Echinops sphaerocephalus la pianta di questa voce forma il seguente ibrido interspecifico:
- Echinops × pellenzianus G. Hügin & W. Lohmeyer, 1993

### Sinonimi
Questa entità ha avuto nel tempo diverse nomenclature. L'elenco seguente indica alcuni tra i sinonimi più frequenti:
- Echinops bannaticus Auct., non Rochel
- Echinops commutatus Juratzka
- Echinops commutatus  fo. sectatus  A.T.Szabó
- Echinops eglandulosus  Schur
- Echinops globifer  Janka
- Echinops mollis  Schur
- Echinops paniculatus Jacq. fil. (1813)
- Echinops strictus  Fisch. ex Sims.
- Sphaerocephalus commutatus  Kuntze
- Sphaerocephalus exaltatus  Kuntze

### Specie simili
- Echinops sphaerocephalus L. - Cardo-pallottola maggiore: raggiunge i due metri di altezza; le foglie sono più grandi (fino a 40 cm di lunghezza) e le spinule sono pungenti; l'infiorescenza può arrivare fino a 8 cm di diametro ed ha un colore azzurro – biancastro. È presente in tutta l'Italia ma non nelle isole.
- Echinops ritro L. - Cardo-pallottola coccodrillo: è meno alto (massimo 80 cm), il fusto è ramoso con molte infiorescenze, le foglie sono più sottili ma con spinule più lunghe, i globi al massimo arrivano a 45 mm di diametro e sono colorati di azzurro.

## Altre notizie
Il cardo-pallottola semplice in altre lingue viene chiamato nei seguenti modi:
- (DE)  Ungarische Kugeldistel
- (FR)  Échinops élancé
- (EN)  Globe Thistle